# Bueno, bonito... y barrato
Albums de Sourire kabyle
Grunge eater
(1995)

Bueno, Bonito... y Barato!!

Bueno, bonito... y barrato est le 1er album du groupe punk français Sourire kabyle, sorti en 1991 sous le label Division Nada/New Rose.

## Titres de l'album
1. "Bloc opératoire" - 3 min 25 s
2. "Sourire kabyle" - 2 min 30 s
3. "Barcelone" - 2 min 40 s
4. "Le condamné" - 2 min 46 s
5. "Paradis" - 4 min 13 s
6. "Petit garçon" - 3 min 42 s
7. "Femme fatale" - 1 min 58 s
8. "Jungle connection" - 3 min 55 s
9. "Il était une fois" - 4 min 00 s
10. "Destroy" - 3 min 00 s
11. "B.A.B.A.S." - 3 min 03 s
12. "Ronnie" - 7 min 00 s